# Ottomar Anschütz
Pour les articles homonymes, voir Anschütz.
Ottomar Anschütz est un photographe et un inventeur allemand, précurseur du cinéma, né le 16 mai 1846 à Lissa (Royaume de Prusse) et mort le 30 mai 1907 à Berlin.

## Biographie

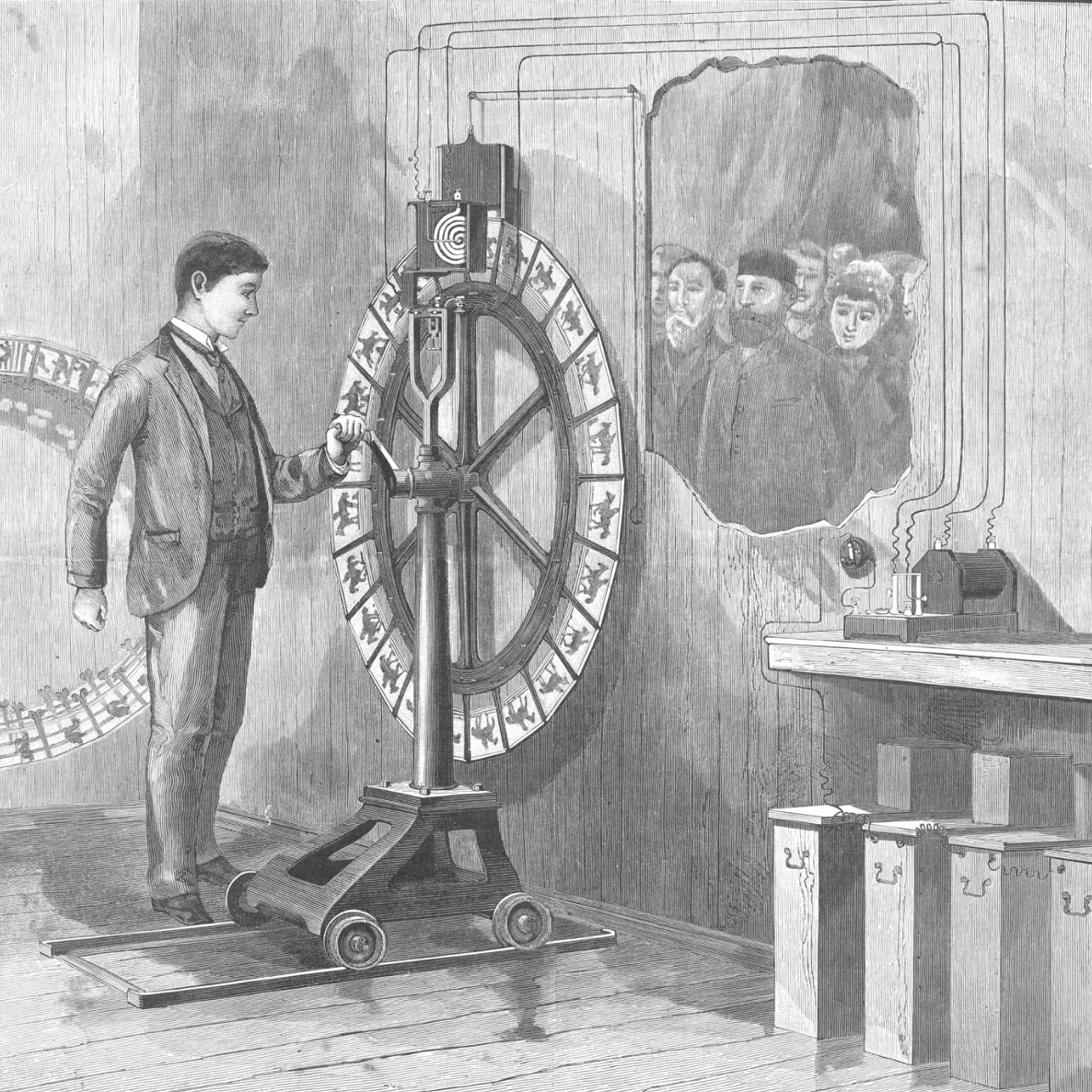
L'électrotachyscope d'Anschütz.

Ottomar Anschütz a notamment inventé l'obturateur capable d'un temps de pose d'un millième de seconde.
Il a aussi inventé l'électrotachyscope en 1887 : un disque de 24 diapositives, tourné manuellement, et dont les diapositives étaient illuminées à tour de rôle par un tube de Geissler. Cet électrotachyscope présentait à un public réduit une synthèse du mouvement. L'électrotachyscope ne projetait pas ses diapositives, mais les présentait telles quelles (du fait qu'elles possédaient une certaine taille).
L'électrotachyscope continuera à évoluer : un dispositif à tambour présentant cinq groupes d'images toujours en mouvement continu (1890) puis un dispositif à deux disques arrêtés à tour de rôle par un dispositif à croix de Malte (1894).
Ces dispositifs de pré-cinéma étaient basés sur les travaux photographiques préalables de décomposition du mouvement d'Anschütz, travaux comparables à ceux de Jules-Étienne Marey et Eadweard Muybridge, ses contemporains.

## Galerie

Œuvres d'Ottomar Anschütz
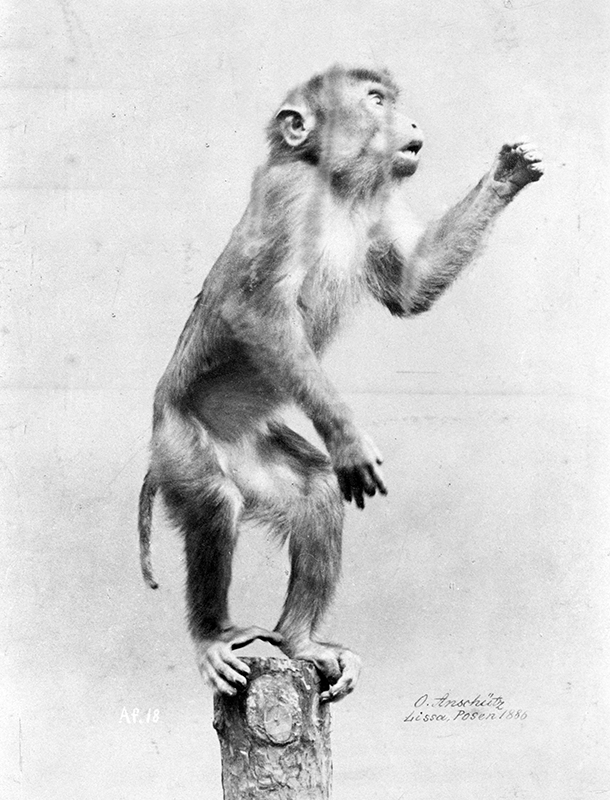
Singe (1886).
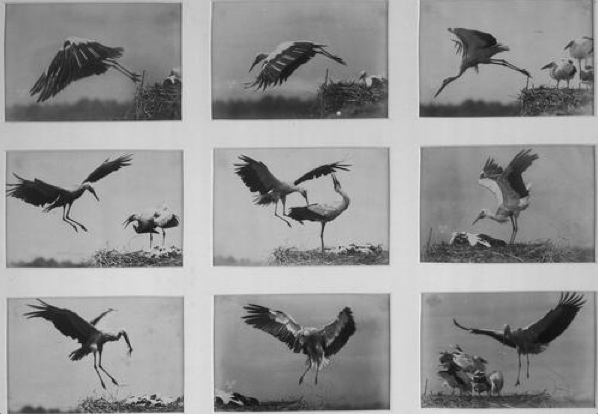
Étude photographique pour le vol de la cigogne (1884).